# かんむり座RR星
かんむり座RR星（かんむりざRRせい）は、かんむり座の脈動変光星。

## 概要
60.8日の周期で変光する半規則型変光星で、7.3等と8.2等の間を変光する。脈動に伴いスペクトル型がM3とM6の間を変化する赤色巨星であり、細分類も周期性の悪い赤色巨星の半規則型変光星が登録されるSRB型である。変光星総合カタログではかんむり座RR星ははくちょう座AF星とともにSRB型の代表星とされている。

## 名称
学名はRR Coronae Borealis（略称：RR CrB）、ボン掃天星表の番号はBD+39°2901、ヘンリー・ドレイパーカタログの番号はHD 140297。